# Hermann Schiestl
Hermann Schiestl (2 marzo 1970) è un ex sciatore alpino austriaco.

## Biografia
Schiestl, specialista delle prove tecniche originario di Drobollach am Faaker See di Villaco, debuttò in campo internazionale in occasione dei Mondiali juniores di Madonna di Campiglio 1988; in Coppa Europa conquistò l'ultima vittoria il 5 dicembre 1994 a Geilo/Hemsedal in slalom speciale e l'ultimo podio il giorno successivo nelle medesime località e specialità (2º), mentre in Coppa del Mondo prese per l'ultima volta il via il 30 gennaio 1997 a Schladming ancora in slalom speciale, senza completare la prova. Si ritirò al termine della stagione 2002-2003 e la sua ultima gara fu uno slalom speciale FIS disputato il 16 marzo a Folgaria; non prese parte a rassegne olimpiche o iridate.

## Palmarès

### Coppa Europa
- 2 podi (dati dalla stagione 1994-1995):
  - 1 vittoria
  - 1 secondo posto

#### Coppa Europa - vittorie
| Data            | Località       | Paese    | Specialità |
| --------------- | -------------- | -------- | ---------- |
| 5 dicembre 1994 | Geilo/Hemsedal | Norvegia | SL         |

Legenda:

SL = slalom speciale

### Australia New Zealand Cup
- 4 podi (dati dalla stagione 1994-1995):
  - 2 vittorie
  - 1 secondo posto
  - 1 terzo posto

#### Australia New Zealand Cup - vittorie
| Data              | Località     | Paese     | Specialità |
| ----------------- | ------------ | --------- | ---------- |
| 6 settembre 1995  | Mount Buller | Australia | GS         |
| 10 settembre 1996 | Mount Buller | Australia | GS         |

Legenda:

GS = slalom gigante

### Campionati austriaci
- 2 medaglie[1]:
  - 1 oro (slalom gigante nel 1996)
  - 1 bronzo (slalom speciale nel 1996)